# Juniper Networks
Juniper Networks, Inc. è una società multinazionale fondata nel 1996 che si occupa di tecnologie dell'informazione e della comunicazione e di tecnologie di rete con quartier generale è a Sunnyvale, California (Stati Uniti). L'azienda progetta e vende prodotti e servizi per reti IP. I prodotti Juniper comprendono famiglie di router T, M, E, MX e J, gli switch ethernet serie EX, i dispositivi per l'ottimizzazione in wan serie WX e le appliance per il controllo di sessioni e risorse serie SRC.
Il JUNOS, il sistema operativo di Juniper, esegue sulla maggior parte dei prodotti Juniper. Nel 2009, Juniper ha debuttato sul magazine Fortune tra le migliori 100 aziende per cui lavorare. Juniper si è piazzata al quarto posto su Fortune nella lista delle Aziende più ammirate del mondo nella categoria delle telecomunicazioni (Networking Communications) del 2009. I prodotti sono largamente usati nelle grandi reti in tutto il mondo e l'azienda è leader nelle reti ad alta velocità.
È membro dell'Istituto europeo per le norme di telecomunicazione (ETSI).

## Storia
Juniper Networks fu fondata da Pradeep Sindhu, Dennis Ferguson, e Bjorn Liencres nel febbraio 1996 in California, Stati Uniti. Juniper Networks fu una creazione dell'informatico Pradeep Sindhu, uno dei principali scienziati del rinomato centro ricerche della Xerox di Palo Alto (Palo Alto Research Center, PARC), che lasciò nel 1995 per una vacanza e ritornò con un'idea per una nuova compagnia che avrebbe costruito router affidabili, ad alte prestazioni per supportare il rapido avanzamento di Internet. Sindhu varò l'azienda nel febbraio del 1996, con un investimento di 200 000$ da parte della potente azienda di venture capital Kleiner, Perkins, Caufield & Byers. Assunse altri due ingegneri Bjorn Liencres della Sun Microsystems e Dennis Ferguson della MCI. Come esperto di business, Sindhu reclutò Scott Kriens, cofondatore della StrataCom, fornitore leader di apparati di switching venduta nel luglio del 1996 a Cisco per 4,67 miliardi di dollari.
Pradeep Sindhu lavorò come CEO e direttore del consiglio di amministrazione fino al settembre 1996. Scott Kriens (della StrataCom) diventò il CEO nell'ottobre del 1996, e gli è riconosciuto il merito del successo commerciale di Juniper. Juniper fu poi reincorporata nel marzo 1998 nel Delaware.
Come startup, Juniper ricevette 6 milioni di dollari dall'AT&T, Anschutz nel 1997. Ricevette altri 14 milioni di dollari da una serie di investitori. Ottenne il supporto finanziario per oltre 40 milioni da Northern Telecom, 3Com, UUNET Technologies, una sussidiaria della WorldCom, dall'alleanza Siemens AG/Newbridge Networks, e da Ericsson.
Juniper varò il suo primo prodotto l'M40, nel settembre 1998. L'M40 fu unico nel suo genere in quanto a velocità. L'M40 era capace di fare il forwarding di 40 milioni di pacchetti al secondo, e Juniper sosteneva che questo router gigabit avrebbe gestito il traffico fino a 10 volte più velocemente dei prodotti esistenti. L'M40 vinse il riconoscimento dell'industria per il miglior prodotto nuovo, incluso il "Technology Innovation Award" del 1999 di PC Magazine UK's.
Juniper divenne una società per azioni il 25 giugno 1999. Il prezzo per azione fu fissato a 34$, e furono offerte 4.8 milioni di azioni sul mercato del Nasdaq con la sigla JNPR. L'azienda ebbe una delle maggiori offerte iniziali della storia. Alla fine del primo giorno come azienda ad azionariato pubblico, le azioni di Juniper salirono a 98,88$, un salto giornaliero del 190% che incrementò la capitalizzazione di mercato dell'azienda poco sotto i 4.9 miliardi di dollari, la più alta valutazione nella prima giornata per un'azienda tecnologica. Nel 2000 Forbes riconobbe Scott Kriens come il maggiore dei manager di aziende tecnologiche. Nel 2000 Juniper iniziò a consumare parte della crescente fetta del suo principale rivale Cisco Systems nella torta dei router per Internet. Nel 2000 Juniper raggiunse uno sbalorditivo 30% del mercato dei router di core, dal 22.5% del precedente quarto.
Dal 1999 al 2005, Juniper acquistò molte compagnie tecnologiche come NetScreen Technologies, Unisphere Networks, Funk Software ecc. Nel 2002, Juniper annunciò i suoi piani di espandere la linea di core router verso l'edge.
Kevin Johnson,, ex-capo della divisione Microsoft platform and services, divenne il CEO di Juniper nel luglio del 2008, succedendo a Scott Kriens. Scott continuò ad essere il presidente del consiglio di amministrazione di Juniper Networks.
Nel 2024 Juniper è stata acquisita da HPE (Hewlett Packard Enterprise), e la fusione effettiva è attesa per la fine del 2024, inizi del 2025. 

## Acquisizioni
Nei primi tre anni di esistenza Juniper non effettuò alcuna acquisizione. La prima acquisizione fu nel novembre 1999 quando Juniper acquisì Layer Five, un'azienda di ideazioni brevetti per 19 milioni di dollari. Nel dicembre del 2000, acquisì un'azienda di progettazione di ASIC, la Micromagic, per 260 milioni di dollari in azioni e contanti. Il novembre 2001 vide l'acquisizione della startup CMTS Pacific Broadband Communications per 200 milioni di dollari. Nel maggio 2002, Juniper acquisì la proprietà intellettuale di Nexsi Systems. Nel luglio del 2002 Unisphere Networks, una sussidiaria di Siemens, fu acquisita per 740 milioni di dollari.
L'aprile 2004 vide l'acquisizione più grosso della compagnia: l'acquisizione di NetScreen Technologies (che aveva precedentemente acquistato Neoteris) per 4 miliardi di dollari. Nell'aprile 2005, Kagoor Networks fu acquisita per 65.7 milioni di dollari. In luglio 2005, Juniper acquisì due aziende: Peribit Networks (337 milioni)
e Redline Networks (132 milioni).  Acorn Packet Solutions fu acquisita nell'ottobre del 2005 per 8,7 milion. L'ultima acquisizione fatto da Juniper ad oggi è stata l'acquisizione di Funk Software, nel dicembre 2005, per 122 milioni di dollari.

## Principali sussidiarie
Le principali consociate di Juniper Networks Inc., US includono Juniper Networks K. K. (Giappone), Juniper Networks B.V. (Paesi Bassi), Juniper Networks International Limited (Isole Cayman), Juniper Networks FSC Inc. (Barbados), Juniper Networks U.K. Ltd. (Regno Unito), Juniper Networks GmbH (Germania), Juniper Networks France SARL (Francia), Juniper Networks Australia Ltd. (Australia), Juniper Networks Hong Kong Ltd. (Hong Kong), Juniper Networks South Asia Ltd. (Hong Kong), Juniper Networks China Ltd. (Hong Kong), Juniper Networks Canada Inc. (Canada), Juniper Acquisition Corporation; Juniper Networks International, Inc e Juniper Networks India Pvt Ltd (India).

## Prodotti

### Il sistema operativo
JUNOS è il sistema operativo che gira sulla maggior parte dei dispositivi di rete Juniper. È l'unico sistema operativo di Juniper e svolge compiti di routing, switching, e sicurezza informatica sui suoi prodotti. La strategia dell'azienda è di offrire un sistema operativo unico per tutti i dispositivi di routing e switching. Il singolo sistema operativo è più semplice sia per Juniper che per gli utenti, e aiuta a differenziare Juniper dai suoi concorrenti nel mondo del networking che spesso ha molti sistemi operativi. Il concetto nuovo del Partner Solution Development Platform (PSDP) apre lo sviluppo di nuove funzionalità e applicazioni del software JUNOS ai clienti e i partner. Il sistema operativo JUNOS è basato su FreeBSD, il cui vantaggio è l'ambiente Unix-like: i clienti possono accedere ad una shell Unix ed eseguire i normali comandi Unix. Il JUNOS è indipendente dalla piattaforma Juniper hardware sul quale è installato. Dopo che Juniper acquisì NetScreen, anche le funzioni di sicurezza del NetScreenOS vennero integrate all'interno del sistema operativo JUNOS cosicché ora Juniper offre funzionalità di routing e di sicurezza in un singolo dispositivo. Il più grande concorrente del JUNOS è l'IOS di Cisco Systems.

### I Router
Il router M40 della serie M fu il primo prodotto di Juniper Networks e fu distribuito nel 1998. L'M40 fu il primo del suo tipo capace di scalare per venire incontro agli standard Internet, e poteva processare 40 milioni di pacchetti al secondo con un throughput di oltre 40 gigabit per secondo.. Con l'offerta iniziale dell'M40, Juniper utilizzò l'Internet Processor I. L'ASIC proprietario era il cuore del packet forwarding engine (PFE) di Juniper. La PFE consisteva di una shared memory, una singola forwarding table, un'architettura one-write-one-read. L'intera PFE era capace di inoltrare a 40 Mpps (milioni di pacchetti per secondo), una capacità oltre 100 volte superiore di ogni altra architettura di router del tempo. L'M40 è uno dei primi router su questa scala, circa 10 volte più veloce del 12000 Cisco.
- Router basati sul sistema operativo JUNOSe[62]
  - serie E: router a banda larga per l'edge. La serie E series fu sviluppata da Unisphere, che Juniper acquisì nel 2002.
- Router basati sul sistema operativo JUNOS derivato da FreeBSD
  - serie J: router di fascia bassa.
  - serie M: router edge multiservizi.
  - serie T: core router.
  - serie MX: ethernet services router.

Mentre le serie E, M e T sono tutti dispositivi basati su ASIC ad alta velocità, capaci di terminare molte connessioni ottiche ad alta velocità, la serie J è più bassa di velocità. Capace di terminare linee DS3 (45 Mbit/s) e anche più lente, i prodotti della serie J sono destinati alle sedi aziendali remote e i service provider premise equipment. Nell'autunno 2006, la serie J ebbe un aggiornamento dei prodotti modulari, offrendo un incremento significativo delle performance per incontrare i bisogni attuali delle tecnologie WAN. Nello stesso annuncio Juniper comunicò che avrebbe cooperato con Avaya per integrare la telefonia IP nei router della serie J.

### Altri prodotti
- Switch della serie EX[63] - La linea di switch Juniper fu introdotta nel 2008 e funziona con il JUNOS. Sono disponibili in moduli stackable o non stackable in formato 1U con Power over Ethernet totale o parziale e dal 2009 anche disponibili in formato chassis
- Dynamic Service Gateway della serie SRX[64]. Una serie di dispositivi equipaggiati con JUNOS con servizi potenziati, questa serie include anche il modello SRX 5800, un dispositivo che combina security, routing e switching in un solo chassis.
- NetScreen (abbandonato) e firewall serie SSG - La serie SSG è equipaggiata con il sistema operativo ScreenOS e fornisce servizi di firewall, anti-virus, intrusion protection e VPN. Aggiunti alla lista dei prodotto dopo l'acquisizione di NetScreen Technologies company, non sono equipaggiati con il JUNOS come i prodotti di fascia più alta. Sono invece equipaggiati con lo ScreenOS, che fornisce un sofisticato livello di servizio per fascia media. Sebbene capaci di configurazioni complesse, hanno come destinazione il mercato delle piccole e medie imprese.
- gateway per VPN SSL - i prodotti per l'accesso sicuro forniscono servizi VPN basati su SSL per utenti remoti senza l'uso di client specializzati.
- NSM Network and Security Manager (una volta Netscreen Security Manager, rinominato nell'agosto 2008) - questo è un attrezzo per grandi aziende per la gestione di dispositivi Juniper che permette di controllare molti apparati da un singolo punto, di servire come syslog server e deposito di configurazioni di backup, come l'appliance NSMXpress che inoltre fornisce caratteristiche gerarchiche.
- IDP Intrusion detection and prevention appliance[65]
- serie WX e WXC - acceleratori WAN
- UAC Unified Access Control[65]
- Steel Belted Radius - includono soluzioni HA AAA, IMS Server, SIM/SS7 Server
- Odyssey Access Client - 802.1x supplicant
- Security Threat Response Manager (STRM)- Juniper commercializza STRM come versione OEM del prodotto QRadar dei Q1 Labs che gira su hardware Juniper[66].

### Prodotti abbandonati
- serie VF Session Border Controller - la serie VF fornisce scalabilità e sicurezza per il processamento del traffico VoIP. Juniper ha annunciato la dismissione di tutti i quattro prodotti della serie nel 2006.
- Serie DX - Juniper ha annunciato la dismissione di tutti i prodotti della serie nel 2007/2008[67].

## Sicurezza
Il sistema operativo ScreenOS che attrezza la gamma NetScreen conteneva del "codice non autorizzato", scoperto durante un controllo di sicurezza effettuato nel 2015 da Juniper. E presente dal 2008 nella versione 6.2 di ScreenOS. Introduce una vulnerabilità che permette di decifrare le connessioni VPN, di guadagnare i diritti di amministratore e l'accesso alla configurazione dei prodotti. Juniper ha pubblicato un aggiornamento per i suoi clienti. Tuttavia, secondo il ricercatore di sicurezza Ralf-Philipp Weinmann, il costruttore non ha corretto tutte le vulnerabilità ed è sospettato di continuare a sfruttare una backdoor che avrebbe inserito volontariamente. Juniper ha utilizzato l'algoritmo crittografico Dual_EC_DRGB creato dalla NSA, che non è considerato come sicuro.

## Juniper Networks Technical Certification Program
Il programma di certificazione Juniper (Juniper Networks Technical Certification Program, JNTCP) fu introdotto da Juniper Networks, Inc. e fu concepito per acquisire competenze sulle linee di prodotti Juniper. Le certificazioni sono diversificate in molti livelli basati su requisiti di conoscenza.

## Riconoscimenti
Nel 2009 Juniper debuttò su Fortune tra le 100 migliori aziende per cui lavorare.